# Hipertensió portal
La hipertensió portal és la hipertensió (pressió arterial alta) a la vena porta i els seus afluents.
Sovint es defineix com un gradient de pressió portal (la diferència de pressió entre la vena porta i les venes hepàtiques) de 10 mmHg o superior.

## Causes
Les causes es poden dividir en prehepàtica, intrahepàtica i posthepàtica.
- Intrahepàtiques: la cirrosi hepàtica (la causa més freqüent) i la fibrosi hepàtica (per exemple, a causa de la malaltia de Wilson, hemocromatosi, o la fibrosi congènita).
- Prehepàtiques: la trombosi de la vena porta o l'atrèsia congènita.
- Posthepàtiques: l'obstrucció es produeix en qualsevol nivell entre el fetge i el cor dret, incloent-hi trombosi de la vena hepàtica, trombosi de la vena cava inferior, malformacions congènites en la vena cava inferior, i la pericarditis constrictiva.

## Signes i símptomes
Les conseqüències de la hipertensió portal són causades per la sang que és obligada a passar per vies alternatives per l'augment de la resistència a fluir a través del sistema venós sistèmic en lloc del sistema portal. En són:
- Ascites.
- Encefalopatia hepàtica.
- Augment de risc de peritonitis bacteriana espontània.
- Augment de risc de síndrome hepatorrenal.
- Esplenomegàlia.
- Anastomosi portocava: varius esofàgiques, les varius gàstriques, varius anorectals (no confondre amb les hemorroides), i el cap de Medusa. De l'esòfag i varius gàstriques suposant un risc d'hemorràgia digestiva (amb hematèmesi o melenes) potencialment mortal.